# 陳騫
陳騫（201年—281年12月22日，一说212年—292年），字休淵，臨淮東陽（今安徽天长）人。三國時代曹魏司徒陳矯之子，是晉朝開國功臣，官至車騎將軍，於《晉書》中有傳，但因表字重犯唐高祖李渊名讳而被隐去不表。陳騫之父陳矯本姓劉氏，因過繼與母族而改姓陳。

## 生平

### 幼有才智
陳騫自幼為人沈厚，相當有智謀。郭頒《世語》曾載一故事，指陳騫父親陳矯擔任魏國的尚書令時，曾因受侍中劉曄的讒言攻擊而感到憂慮。當時陳矯便將這個形勢告知兩名兒子，長子陳本想不出甚麼主意，而陳騫就對其父說：「主上是一位明聖的君主，而父親大人您則是一位顧命大臣。即使君臣間有甚麼不如意，對您而言最大的損失也只不過是不能做到三公而已。」結果曹叡果然沒有因讒言而難為陳矯；另外，陳騫年幼時亦曾受到夏侯玄的輕視和侮辱，但陳騫一點都不以為意，反令夏侯玄感到奇異，從而欣賞陳騫起來。可見陳騫自幼已經見事甚明，而且深知處世之道。

### 文武雙全
出仕以來，陳騫歷任尚書郎、中山太守、安平太守，均以良好治績聞名。後來被徵為相國司馬、長史、御史中丞，再遷尚書，獲封安國亭侯。其時蜀汉的軍隊多次從隴右進軍，陳騫便以尚書的身份行征蜀將軍之職遠征西北，成功擊破來犯的蜀軍。後來諸葛誕於壽春作亂，陳騫再以尚書身份擔任安東將軍。討平諸葛誕後，陳騫一直歷任軍職，先持節都督淮北諸軍事，正式受拜為安東將軍，進爵廣陵侯；再轉都督豫州諸軍事、擔任豫州刺史。繼而先後轉都督江南諸軍事及荊州諸軍事、任征南大將軍，獲封郯侯。直至司馬炎受禪，建立晉朝，陳騫便以佐命大臣的身份獲封車騎將軍、高平郡公，遷任侍中、大將軍，在外則負責都督揚州諸軍事，假黃鉞。
咸寧年間，陳騫先後遷任太尉及大司馬，位列三公。他在某次入朝時曾向司馬炎說：「胡烈、牽弘這兩個人都是有勇無謀之士，剛愎自用，不聽人言，並非鎮治邊境的理想人選，如不另覓良將替換，必將成為國家的恥辱。願陛下好好考慮。」當時牽弘官任揚州刺史，曾經不聽從作為上司的陳騫的指令。司馬炎便因此認為陳騫之言只是出於對這二人不滿的私怨或將領間不和的心態而已，為了尊重陳騫，司馬炎便召牽弘入朝，可是沒多久又命其出任涼州刺史，可見他根本沒有細心思考過陳騫的意見。陳騫知道司馬炎的決定後，嘆息不已，認為這個決定必然會以失敗告終。結果牽弘和胡烈二人真的在守邊期間與外族起了衝突，二人均歿於戰事中，這些亂事在經歷過數年的討伐下方才平定，事後司馬炎亦為此事感到後悔不已。

### 年高望重
陳騫為人很有度量，能夠包涵別人的缺點，每次任官都能把治地管理得相當稱職，常居於外州的他，深得各方士民之心。他與賈充、石苞、裴秀都是司馬炎的重要心腹，而當中陳騫的智計是最出色的，連賈充等人亦自愧不如。陳騫晚年已經位極人臣，開始打算急流勇退。咸寧三年（公元278年）上表要求入朝為官，不願再鎮州郡，於是職遷大司馬。後陳騫屢次告病請辭，司馬炎均下詔表示國家需要其在位以察朝政，不肯讓其辭官。陳騫不服氣地回到自己的居所，可是司馬炎又命侍中請陳騫回到大司馬府任事。在連番請辭之下，司馬炎終於肯讓陳騫退下來，賜予等同太保、太傅的地位及相應的儀杖，封高平公，此後毋須上朝，並以安車駟馬送還私第。司馬炎對陳騫十分親重，又因他是故老元勳，因此以重禮相待。太康二年十一月壬寅日（281年12月22日）（一说元康二年（292年）），陳騫逝世，終年八十一歲。朝廷追贈太傅，諡號為「武」。其子陳輿嗣爵。

## 轶事
《郭子》载陈骞以韩寿为掾，闻到韩寿身上有外国所贡异香，认出该香是自己和贾充才有的，怀疑韩寿私通自己的女儿，拷问婢女，果然如此。于是陈骞将女儿嫁给当时还未婚的韩寿，但女儿未成婚即病逝。韩寿后来娶贾充女贾午。《晋书》将“偷香”事载为韩寿与贾午事。
劉頌將陳騫父親陳矯過繼於親戚陳家時，宗親劉友諷刺其做法，反被劉頌駁回，想要上疏卻被陳騫阻止。

## 相關作品

### 三國演義
在《三國演義》第111回中首次登場。魏甘露二年（257年），諸葛誕在淮南起兵反司馬昭，司馬昭以他為副先鋒，率軍進攻淮南。後司馬炎即晉王位，封他為車騎將軍。